# Convenció Republicana dels Pobles d'Espanya
La Convenció Republicana dels Pobles d'Espanya (castellà: Convención Republicana de los Pueblos de España) va ser un partit polític d'Espanya fundat entre el 22 i 23 de maig de 1977. La formació, d'ideologia esquerrana, es va oposar a la transició democràtica de la dictadura del General Franco a la Monarquia Parlamentària, proposant el rupturisme amb el règim anterior i propugnant la implantació d'una república socialista. Va promoure l'abstenció a les eleccions generals espanyoles de 1977 i el no en el Referèndum Constitucional de 1978.